# Каганович, Михаил Моисеевич
Михаи́л Моисе́евич Кагано́вич (16 октября 1888 года — 1 июля 1941 года) — советский государственный и партийный деятель, старший брат Юлия Кагановича и Лазаря Кагановича.

## Биография
Родился в еврейской семье в д. Кабаны Радомысльского уезда Киевской губернии. Получил начальное образование. Рабочий-металлист.
В 1905 году, первым из братьев, вступил в РСДРП, большевик. Неоднократно арестовывался. В 1917—1918 член штаба красногвардейских отрядов на станции Унеча (Черниговская губерния). В 1918—1922 председатель Арзамасского военно-революционного комитета, председатель Суражского совета (Смоленская губерния), уездный продкомиссар в Арзамасе, секретарь Выксунского уездного комитета РКП(б). В 1923—1927 председатель Нижегородского губсовнархоза. При поддержке младшего брата переведён в Москву.
В 1927—1934 — член Центральной контрольной комиссии ВКП(б). В 1927—1930 — кандидат в члены Президиума ЦКК ВКП(б) — член коллегии Народного комиссариата рабоче-крестьянской инспекции СССР. В 1930—1932 — член Президиума ЦКК ВКП(б).
С 1931 года начальник Главного машиностроительного управления и заместитель председателя ВСНХ СССР. В 1932—1936 заместитель наркома тяжёлой промышленности СССР, ближайший сотрудник Г. К. Орджоникидзе.
26 января—10 февраля 1934 года делегат XVII съезда ВКП(б) с совещательным голосом.
С 1934 член ЦК ВКП(б). В 1934—1939 кандидат в члены Оргбюро ЦК ВКП(б). Одновременно в 1935—1936 начальник Главного управления авиационной промышленности Наркомтяжпрома. С декабря 1936 заместитель наркома, c 15.10.1937 по 11.1.1939 нарком оборонной промышленности (НКОП) СССР.
В. С. Емельянов в своих воспоминаниях так характеризовал М. Кагановича: «Это был грубый, шумливый человек. Я никогда не видел его с закрытым ртом — он всегда говорил и всегда поучал, любил шутить, но шутки его были часто неуместны, неостроумны и оскорбительны для тех, кого они затрагивали. <…> М. М. Каганович плохо разбирался в технике дела и наркоматом по существу руководили его талантливые заместители И. Т. Тевосян, Б. Л. Ванников и М. В. Хруничев».
.

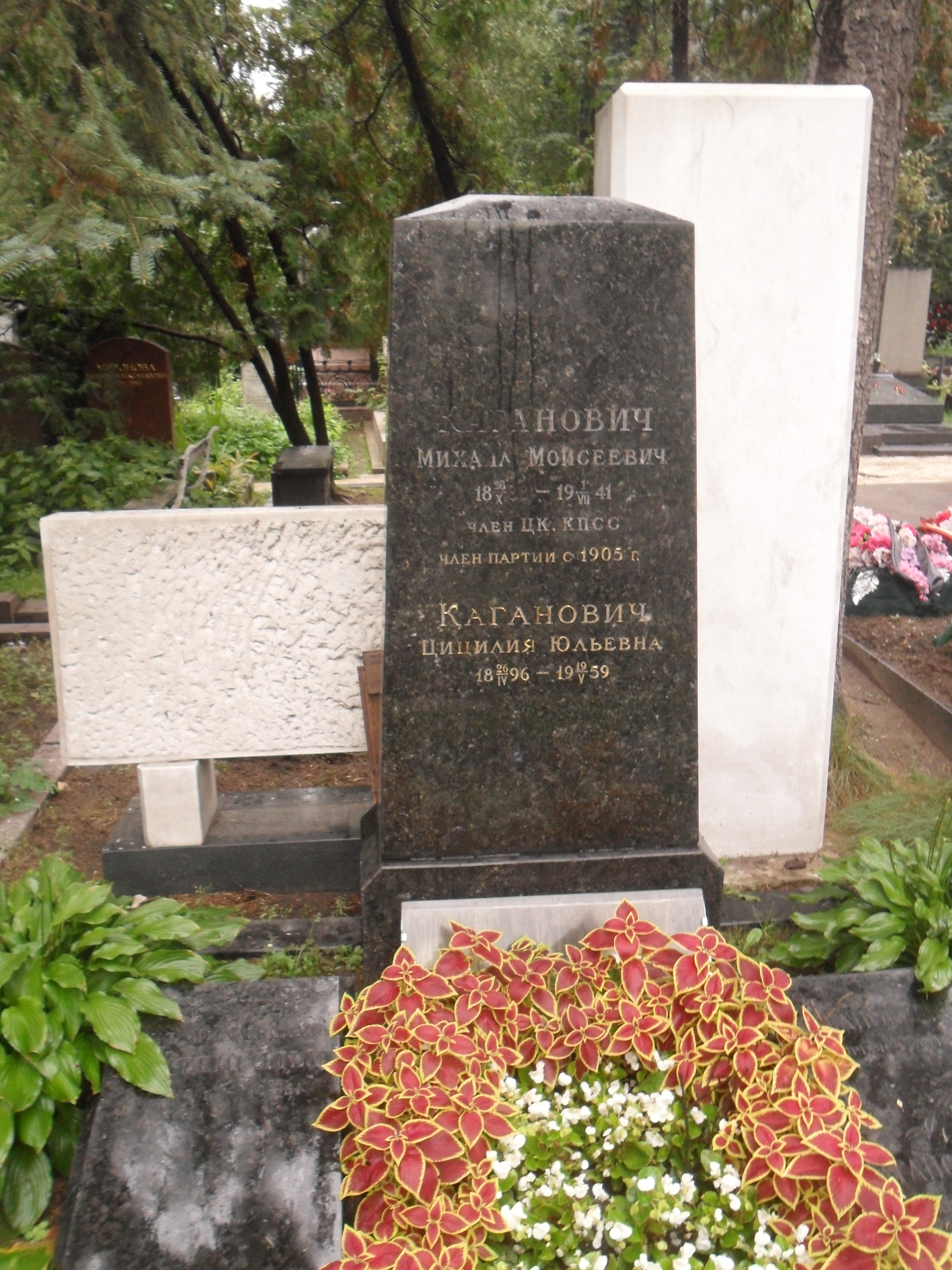
Могила Михаила Кагановича на Новодевичьем кладбище Москвы

12 декабря 1937 года избран депутатом Верховного Совета СССР 1-го созыва.
11 января 1939 из НКОП выделен Наркомат авиационной промышленности СССР, во главе которого был поставлен Михаил Каганович.
10 января 1940 года был освобождён от должности наркома и назначен директором авиационного «Завода № 124 имени Серго Орджоникидзе» в Казани. В феврале 1941 на XVIII конференции ВКП(б) была вынесена следующая резолюция: «Предупредить т. Кагановича М. М., который, будучи наркомом авиационной промышленности, работал плохо, что если он не исправится и на новой работе, не выполнит поручений партии и правительства, то будет выведен из состава членов ЦК ВКП(б) и снят с руководящей работы». В той же резолюции из членов ЦК были выведены четверо человек, в том числе, директор автозавода И. Лихачев, а из кандидатов в члены ЦК исключены 15 человек, включая жену Молотова П. Жемчужину.
Казанский авиазавод №124 был проблемным предприятием: в проект вкладывались миллионы рублей бюджетных средств, но он работал с большими перебоями, а с апреля 1938 года до назначения М. Кагановича здесь сменились три директора.
Застрелился 1 июля 1941 года.
Похоронен на Новодевичьем кладбище.

## Награды
- Орден Ленина (13.08.1936)[5].
- Орден Трудового Красного Знамени (27.10.1938) — в связи с 50-летием и принимая во внимание революционные заслуги перед рабочим классом и крестьянством

## Семья
Младшие братья — Юлий Моисеевич Каганович, Лазарь Моисеевич Каганович, Арон Моисеевич Каганович, Израиль Моисеевич Каганович.
Его жена — Цицилия Юльевна Вальтер (1896—1959). В семье было четверо детей.
- Юлия Михайловна Каганович (1919—1961) — врач, была замужем за скрипачом Михаилом Израилевичем Фихтенгольцом (1920—1985)[6].  
  - Внучки: Наталья Михайловна Фихтенгольц (1944 г.р.), педагог по классу скрипки[7], и Елена Михайловна Фихтенгольц.
- Леонид Михайлович Каганович (1927—1993)

Правнук — Алексей Кваченюк (1991 г.р.), в 2008 году репатриировался в Израиль и в звании старшего сержанта окончил службу в боевых частях ЦАХАЛа.